# Bánóczi József
Bánóczi József, születési nevén Weisz József (Szentgál, 1849. július 4. – Budapest, Józsefváros, 1926. november 20.) zsidó származású magyar irodalomtörténész, nyelvész, filozófus, pedagógus, kritikus, a Magyar Tudományos Akadémia levelező (1879) tagja.

## Életútja
Bánóczi Dávid és Kolin Rozália fia. Egyetemi tanulmányait Pesten, Bécsben, Berlinben, Göttingenben és Lipcsében végezte. A tanári diploma megszerzése után előbb reáliskolai tanár, majd a budapesti Országos Rabbiképző Intézet rendes tanára volt. 1887-ben az Országos Izraelita Tanítóképző vezetését vette át mint igazgató. A Budapesti Tudományegyetem 1878-ban a filozófia magántanárává habilitálta, a Magyar Tudományos Akadémia 1879-ben levelező tagnak választotta meg.
Halálát érelmeszesedés okozta. Felesége Leipniker Szidónia volt.

## Szaktudományi munkássága
Szakirodalmi tevékenységének két legfontosabb területe a bölcselettörténet és az irodalomtörténet volt.
Az Akadémia könyvkiadó vállalatának megbízásából lefordította George Henry Lewes háromkötetes művét: A filozófia története Thalésztől Auguste Comteig. A Filozófiai Írók Tárában, melyet Alexander Bernáttal együtt szerkesztett, a magyar filozófiai műnyelv értékes gazdagításával lefordította Immanuel Kantnak A tiszta ész kritikája című művét (Alexander Bernáttal együtt) és Arthur Schopenhauernek több jelentős értekezését. Ugyancsak ott adta ki Erdélyi János bölcseleti dolgozatait. A Magyar Nyelvőrben alapvető értekezést írt A bölcselet magyar nyelvéről címen. Az általa alkotott filozófiai műszavak jó része ma is él.
Irodalomtörténeti kutatásain belül a legjelentősebbnek tekinthetjük két főművét: Révai Miklós élete és munkái (a Magyar Tudományos Akadémia által jutalmazott pályamű) és a Kisfaludy Társaság megbízásából írott Kisfaludy Károly és munkái. Révai Miklós életrajzában pompásan megrajzolta az embert, a költőt és a nyelvészt, Hippolyte Taine miliőelméletének magyar nyelven talán első felhasználásával. Kisfaludy-életrajza pedig, mint Beöthy Zsolt is elismerte, a legművészibb magyar biográfiák egyike, amely a színes korrajz mellett hősének jellemét és fejlődését eredeti módon feltáró belső életrajzot is ad. Kiadta Kisfaludy Károly, Berzsenyi Dániel és Csokonai Vitéz Mihály műveit is. Kritikáiban, amelyeknek jó része az Akadémiához benyújtott irodalmi pályaműveket boncolgatta, feddhetetlen tudás, az igazság szenvedélyes keresése, nemes esztétikai és filozófiai világfelfogás, valamint nemegyszer finom irónia nyilvánul meg.

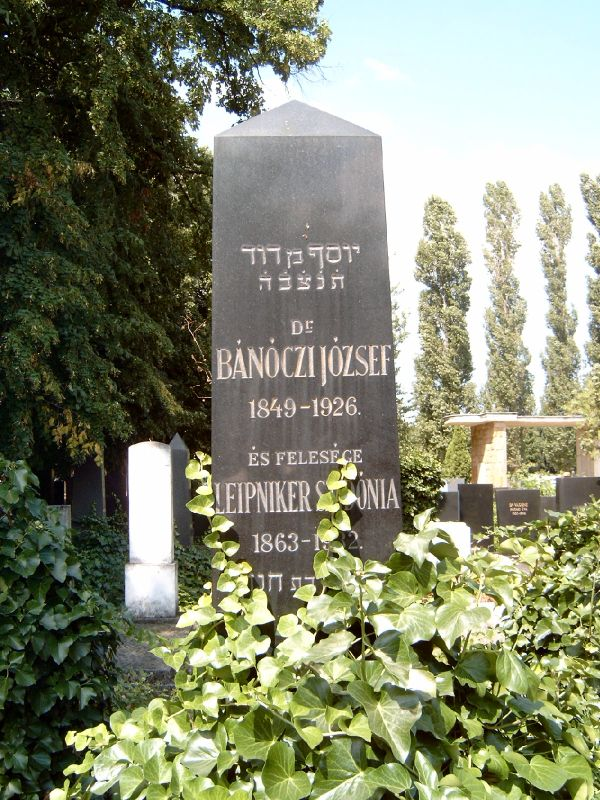
Bánóczi József és feleségének sírja Budapesten. Kozma utcai izraelita temető: 5B-11-5

## Szerepe az izraelita szellemi életben
A magyarországi zsidóság nevelése, szellemi fejlesztése körül kiemelkedő érdemeket szerzett. Mint az Országos Rabbiképző Intézet tanára a zsidó lelkészképzésbe belevitte a magyar nyelv és irodalom iránti szeretetet. Mint az Országos Izraelita Tanítóképző igazgatója megírta annak történetét, teljességgel megreformálta és a modern pedagógia legmagasabb színvonalán álló intézetté emelte a gondjára bízott iskolát, amelynek szellemi fegyvereit az általa szerkesztett magyar nyelvi és irodalmi tankönyvekkel is gyarapította. Atyai gondoskodással támogatta az intézet jórészt nagyon szegény ifjúságát és megsegítésére segélyegyletet és tanítóképző-internátust létesített. Felekezete szellemi életének szolgálatában 1884-ben Bacher Vilmossal együtt megindította a Magyar-Zsidó Szemle című társadalmi és tudományos folyóiratot, amelyet 1889-ig szerkesztett. Ebben a folyóiratban nagy harcok folytak a recepció és az autonómia érdekében, másrészt állandó orgánuma volt a magyar nyelven közérthető módon megszólaló zsidó tudománynak is. Egyik alapítója volt az Izraelita Magyar Irodalmi Társulatnak (IMIT), amelynek hosszú éven át titkára és vezéralakja volt. Ő szerkesztette mindvégig az IMIT évkönyvét, amelyben sorban megszólaltak Magyarország legkiválóbb rabbijai, zsidó írói, költői, tudósai. A társulat egyéb tudományos kiadványai közül nem egy az ő kezdeményezésének és buzdításának köszönheti megjelenését. Amikor az IMIT kiadta a Szentírás fordítását, a fordítási szöveg nyelvezet szempontjából való átvizsgálásának fáradságos és felelősségteljes munkáját ő végezte.

## Gyermekvédelmi tevékenysége
Nagy érdemei vannak a magyar gyermekvédelem körül is. Szalárdi Mór és Alexander Bernát mellett 1914-ben részt vett a Fehér Kereszt Országos Gyermekkórház megalapításában, amelynek évekig titkára, majd alelnöke volt. A gyermekvédelmi propaganda érdekében szerkesztette a Fehér Kereszt naptárát is.

## Művei
- Révai Miklós élete és munkái, Budapest, 1879
- A magyar romanticismus, Budapest, 1882
- Emlékbeszéd Greguss Ágost felett; Akadémia, Bp., 1889 (A Magyar Tudományos Akadémia elhunyt tagjai fölött tartott emlékbeszédek)
- Az Országos Izraelita Tanítóképző-Intézet története 1857-1897; Hornyánszky Ny., Bp., 1897
- Bánóczi József–Weszély Ödön: A magyar nemzeti irodalom áttekintése tanító- és tanítónő-képzőintézetek számára; Lampel, Bp., 1910
- Bánóczi József Ifjúkori levelei Horváth Cyrill egyetemi tanárhoz; sajtó alá rend., bev. Blau Lajos; s.n., Bp., 1928

### Fordításai
- Lewes George Henry: A philisophia története. Thalestől Comteig; ford. Bánóczi József; Akadémia, Bp., 1876
- Arthur Schopenhauer: 1. A halálról; 2. A faj élete; 3. A tulajdonságok öröklése; 4. A nemi szerelem metafizikája. Függelék a negyedik értekezéshez; 5. Az élethez való akarat igenléséről; 6. Az élet semmiségéről és gyötrelméről; ford., jegyz. Bánóczi József; Franklin, Bp., 1882 (Filozófiai írók tára)
- Immanuel Kant: A tiszta ész kritikája; ford., jegyz. Alexander Bernát, Bánóczi József; Franklin, Bp., 1891 (Filozófiai írók tára)
- Arthur Schopenhauer: 1. A halálról...; ford., jegyz. Bánóczi József; 2. jav. kiad.; Franklin, Bp., 1892 (Filozófiai írók tára)
- Burckhardt Jacob: A renaissancekori műveltség Olaszországban; ford. Bánóczi József; Akadémia, Bp., 1895
- Arthur Schopenhauer: 1. A halálról...; ford., jegyz. Bánóczi József; 3. jav. kiad.; Franklin, Bp., 1906 (Filozófiai írók tára)
- Kant: A tiszta ész kritikája; ford., jegyz. Alexander Bernát, Bánóczi József; 2. átdolg. kiad.; Franklin, Bp., 1913 (Filozófiai írók tára)
- Alois Riehl: Bevezetés a jelenkor filozófiájába; ford. Bánóczi József; Dante, Bp., 1922 (Műveltség)